# 爆転HERO ブレーダーDJ
『爆転HERO ブレーダーDJ』（ばくてんヒーロー  ブレーダーディージェイ）はおおせよしおによる漫画作品。『月刊コロコロコミック』（小学館）で2001年6月号から2003年11月号まで、『別冊コロコロコミック』で2001年10月号から2003年6月号まで連載されていた。

## 概要
ベイブレードを題材にした漫画。主人公にブレーダーDJがアドバイスする形で物語が進行する。
漫画内でベイブレードの新製品やイベントなどの情報も掲載されることもあった。

## 登場人物
周斗（しゅうと）
本作の主人公。ベイブレードを愛している。しかし、実際の腕前は少々いまいち。
初代ブレーダーDJ（しょだいブレーダーディージェイ）
物語途中まで登場していたキャラクター。二代目登場以降は1度だけ登場した。バンダナの色は青。
二代目ブレーダーDJ（にだいめブレーダーディージェイ）
物語途中から初代ブレーダーDJと交代で登場したキャラクター。バンダナの色は赤。